# Talbrücke Wilde Gera
Le Talbrücke Wild Gera ou Spannbogenbrücke est un pont en arc, en Thüringe, en Allemagne. Il s'agit d'un des plus hauts ponts d'Allemagne.